# Ida Magli
Ida Magli, née à Rome le 5 janvier 1925 et morte dans la même ville le 21 février 2016, est une universitaire anthropologue et féministe italienne.

## Biographie
Ida Magli est diplômée en philosophie à l'université La Sapienza de Rome. Elle est professeur de psychologie sociale à l'université de Sienne puis professeur sur le chaire d'anthropologie culturelle à l'université La Sapienza jusqu'à sa retraite en 1988. 
Elle a renouvelé les paradigmes de l'anthropologie sur la sphère du sacré et de la condition féminine à la lumière des enseignements d'anthropologues comme Alfred Kroeber et Franz Boas.
Ses études d'anthropologie religieuse sont novatrices, étayées par une pensée profane et provocatrice vis-à-vis  de la religion. Son livre Gesù di Nazareth obtient le prix Brancati en 1982. 
Elle étudie également l'histoire des femmes en identifiant les racines de la domination masculine.
Parallèlement à son travail scientifique, elle s'implique dans des activités éditoriales. À Rome en 1975, elle fonde, avec Annarita Buttafuoco et Tilde Capomazza, la revue DWF donnawomanfemme, la première revue italienne consacrée aux études historiques et socioanthropologiques féministes. Elle crée également la revue Antropologia culturale, qu'elle dirige de 1989 à 1992.
Dans les dernières années de sa vie, elle prend des positions claires contre la construction de la communauté européenne.
Elle écrit également des articles dans les journaux La Repubblica, L'Espresso et il Giornale.

## Principaux écrits
- Introduzione all'antropologia culturale. Storia, aspetti e problemi della teoria della cultura, Bari, Laterza, 1980, traduit en anglais Cultural Anthropology, an introduction Jefferson : McFarland & Co., 2001[2]

### Religion
- Gli Uomini della penitenza, lineamenti antropologici del medioevo, Rocca San Casciano : L. Cappelli, 1967[3]
- Gesù di Nazareth, tabù e trasgressione Milan Rizzoli, 1982
- Santa Teresa di Lisieux - Una romantica ragazza dell'Ottocento, Milan : Rizzoli, 1984[4]
- La Madonna, Milan, Rizzoli, 1987, traduit en allemand.
- Storia laica delle donne religiose, 1995,  traduit en anglais Women and self-sacrifice in the Christian church : a cultural history from the first to the nineteenth century, Jefferson (N.C.) : McFarland, cop. 2014[5]
- Il mulino di Ofelia: uomini e dèi , 2007

### Féminisme
- La donna, un problema aperto, Florence : Vallecchi, 1974[6]
- Avec Ginevra Conti Odorisio, Matriarcato e potere delle donne, 1978, traduit en francais  par Mireille Zanuttini et Josette Vermiglio Matriarcat et-ou pouvoir des femmes ?  Paris : des Femmes, 1983[7]
- La femmina dell'uomo, Bari-Rome, Laterza, 1982.,
- La sessualità maschile, Milan A. Mondadori, 1989
- Sulla dignità della donna. La violenza sulle donne, il pensiero di Wojtyla, Parma, Guanda, 1993[8]

### Europe
- Contro l'Europa - tutto quello che non vi hanno detto di Maastricht, Milan Bompiani, 1997
- La dittatura europea, 2010
- Dopo l'Occidente, 2012
- Difendere L'italia, 2013